# نوع 89 أي-غو

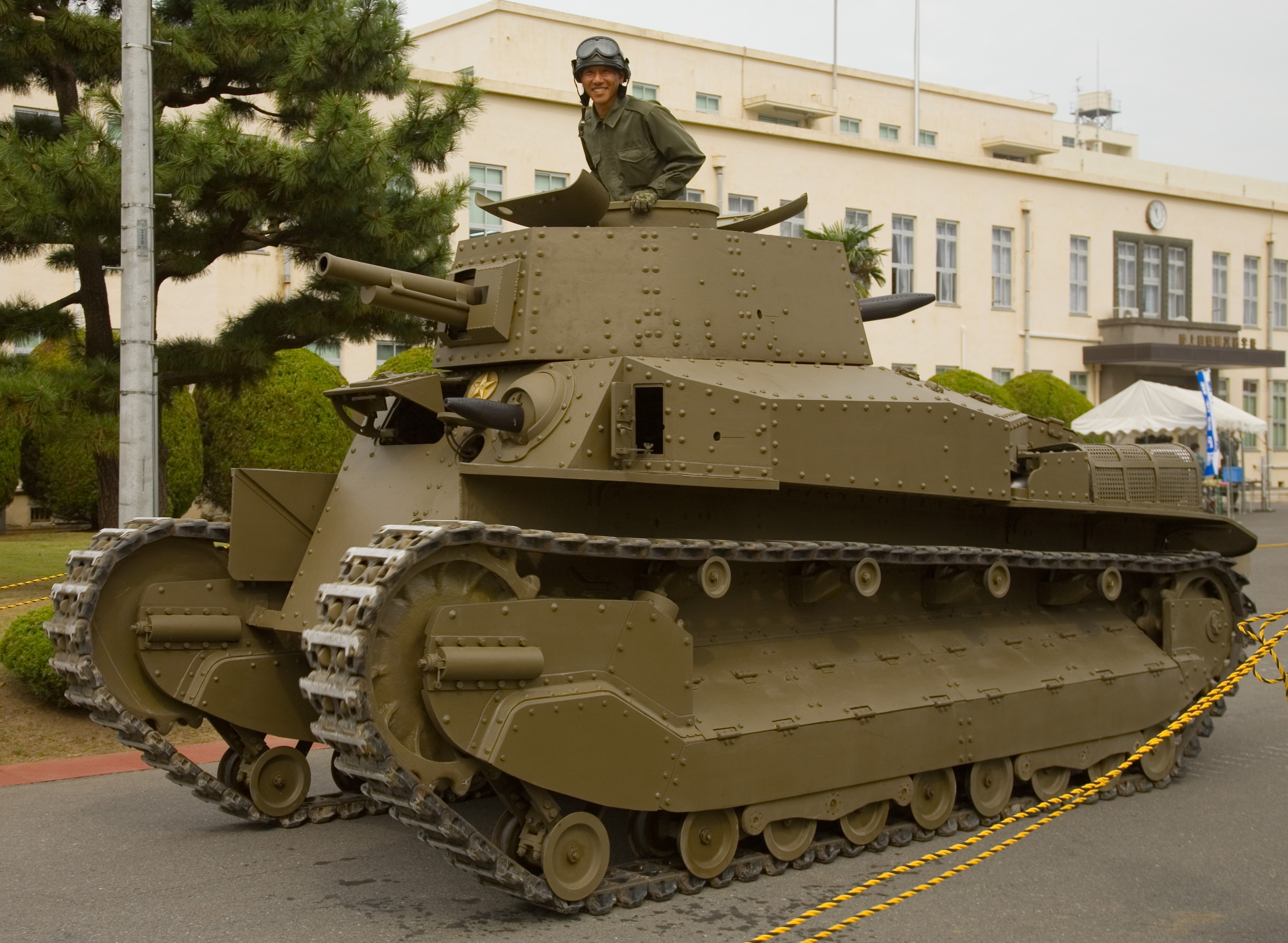
دبابة تايب 89 اليابانية.

دبابة 89-أي غو (بالإنجليزية:Type 89 I-Go) (باليابانية:八九式中戦車 イ号) ، هي دبابة يابانية ، صنعت سنة 1928 ، واستخدم فيها الجيش الياباني الإمبراطوري خلال فترة مابين عام 1932 و1942 ، كما استخدم الدبابة في فترة الحرب العالمية الثانية في المحيط الهادي.

## وصلات خارجية
- WWII vehicles
- OnWar.com: Type 89A Type 89B
- Photo gallery
- Japanese Type 89 CHI-RO Medium Tank at howstuffworks.com
- Taki's Imperial Japanese Army Page
- Great Britain's Medium Tanks